# Yufu
Yufu (由布市, Yufu-shi) is een Japanse stad in de prefectuur Oita. In 2014 telde de stad 33.830 inwoners.

## Geschiedenis
Op 1 oktober 2005 kreeg Yufu  het statuut van stad (shi). Dit gebeurde na het samenvoegen van de gemeenten Hasama (挾間町), Shonai (庄内町) en Yufuin (湯布院町).
Steden:
Beppu · Bungo-Ōno · Bungotakada · Hita · Kitsuki · Kunisaki · Nakatsu · Ōita (hoofdstad) · Saiki · Taketa · Tsukumi · Usa · Usuki · Yufu

Districten:
Hayami · Higashikunisaki · Kusu
Gemeenten per district